# Pourquoi le Brésil ?
Cet article possède un paronyme, voir Pourquoi (pas) le Brésil.
Pourquoi le Brésil ? est un roman de Christine Angot paru chez Stock en 2002.

## Résumé
Pourquoi le Brésil ? est le trajet mental d'un auteur emporté dans une histoire d'amour avec un critique littéraire.
Anti-mythologie de l'amour de par la crudité de son style, l'œuvre esquisse une relation sans fard et revient sur la relation entre le père de la narratrice, Pierre Angot, et cette dernière. Le titre est en effet extrait d'une lettre écrite par le père de Christine Angot et qui sert d'épigraphe au roman : « Pourquoi le Brésil ? Peut-être parce que c'est un pays dont toute la richesse est dans l'avenir, comme toi à qui le globe était destiné. »

## Commentaire
- Le critique littéraire mis en scène dans le roman est Pierre-Louis Rozynès, alors rédacteur en chef de Livre Hebdo.

## Éditions
- Pourquoi le Brésil ?, Stock, 2002 - rééd. Le Livre de poche, 2005.

## Adaptation
- Pourquoi (pas) le Brésil de Lætitia Masson, une adaptation libre sortie en 2004.